# Malaxis roblesgiliana
Malaxis roblesgiliana är en orkidéart som beskrevs av Roberto González Tamayo. Malaxis roblesgiliana ingår i släktet knottblomstersläktet, och familjen orkidéer. Inga underarter finns listade i Catalogue of Life.